# Oresmaux
Oresmaux [ɔʁemo] est une commune française située dans le département de la Somme, en région Hauts-de-France.

## Géographie

### Localisation
Oresmaux est un village picard de l'Amiénois.
À vol d'oiseau, la localité est située à 7 km à l'ouest d'Ailly-sur-Noye, 9 km au nord-est de Conty, 14 km au sud d'Amiens et à 39 km au nord-est de Beauvais.
Le territoire de la commune est limitrophe de ceux de 6 communes.
Les communes limitrophes sont Essertaux, Grattepanche, Jumel, Rumigny, Saint-Sauflieu et Ô-de-Selle.

### Hydrographie
La commune est située dans le bassin Artois-Picardie. Elle n'est drainée par aucun cours d'eau.

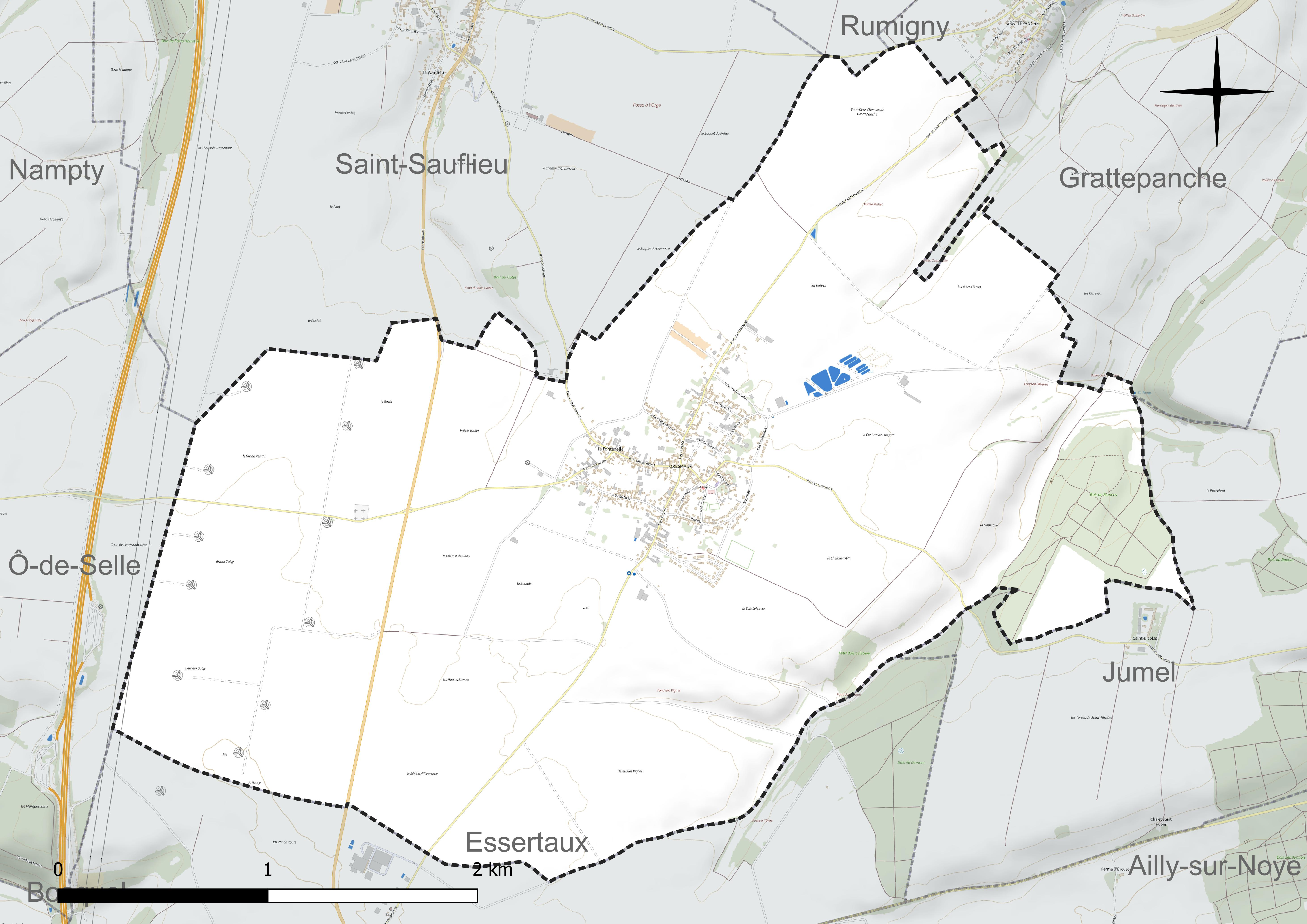
Réseau hydrographique d'Oresmaux.

### Climat
Pour des articles plus généraux, voir Climat des Hauts-de-France et Climat de la Somme.
En 2010, le climat de la commune est de type climat océanique dégradé des plaines du Centre et du Nord, selon une étude du CNRS s'appuyant sur une série de données couvrant la période 1971-2000. En 2020, Météo-France publie une typologie des climats de la France métropolitaine dans laquelle la commune est exposée à un climat océanique et est dans la région climatique Nord-est du bassin Parisien, caractérisée par un ensoleillement médiocre, une pluviométrie moyenne régulièrement répartie au cours de l'année et un hiver froid (3 °C).
Pour la période 1971-2000, la température annuelle moyenne est de 10,2 °C, avec une amplitude thermique annuelle de 14,2 °C. Le cumul annuel moyen de précipitations est de 733 mm, avec 11,5 jours de précipitations en janvier et 8 jours en juillet. Pour la période 1991-2020, la température moyenne annuelle observée sur la station météorologique la plus proche, située sur la commune de Rouvroy-les-Merles à 15 km à vol d'oiseau, est de 10,7 °C et le cumul annuel moyen de précipitations est de 647,9 mm,. Pour l'avenir, les paramètres climatiques de la commune estimés pour 2050 selon différents scénarios d'émission de gaz à effet de serre sont consultables sur un site dédié publié par Météo-France en novembre 2022.

## Urbanisme

### Typologie
Au 1er janvier 2024, Oresmaux est catégorisée bourg rural, selon la nouvelle grille communale de densité à sept niveaux définie par l'Insee en 2022.
Elle est située hors unité urbaine. Par ailleurs la commune fait partie de l'aire d'attraction d'Amiens, dont elle est une commune de la couronne,. Cette aire, qui regroupe 369 communes, est catégorisée dans les aires de 200 000 à moins de 700 000 habitants,.

### Occupation des sols
L'occupation des sols de la commune, telle qu'elle ressort de la base de données européenne d'occupation biophysique des sols Corine Land Cover (CLC), est marquée par l'importance des territoires agricoles (89,3 % en 2018), en augmentation par rapport à 1990 (88,3 %). La répartition détaillée en 2018 est la suivante : 
terres arables (89,3 %), zones urbanisées (6,6 %), forêts (4 %). L'évolution de l'occupation des sols de la commune et de ses infrastructures peut être observée sur les différentes représentations cartographiques du territoire : la carte de Cassini (XVIIIe siècle), la carte d'état-major (1820-1866) et les cartes ou photos aériennes de l'IGN pour la période actuelle (1950 à aujourd'hui).

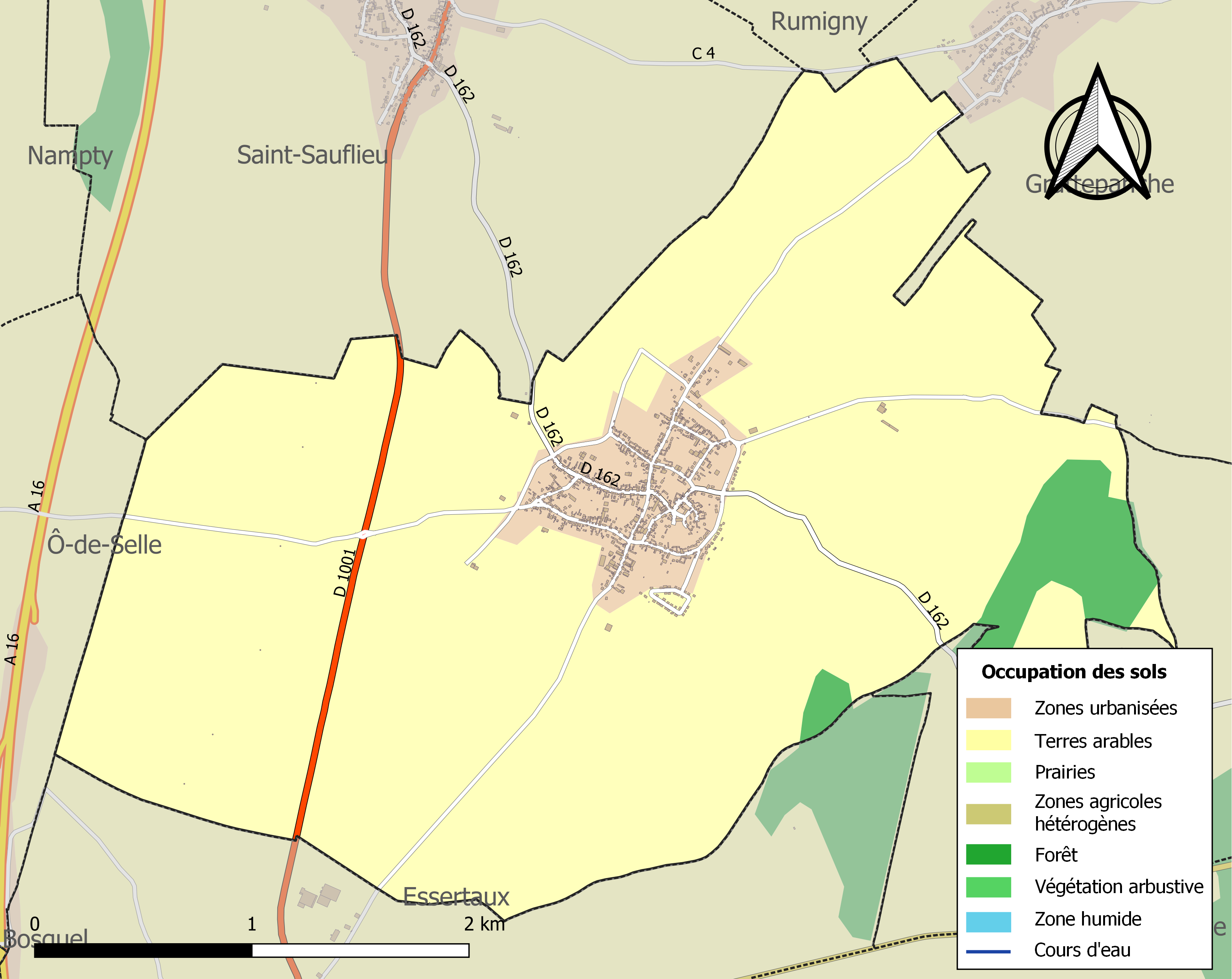
Carte des infrastructures et de l'occupation des sols de la commune en 2018 (CLC).

### Voies de communication et transports
La localité est desservie par les lignes de bus du réseau Trans'80, chaque jour de la semaine, sauf le dimanche.

## Toponymie
Le nom de la localité est attesté sous les formes Oresmeli (1175) ; Oresmel (1180) ; Oresmeu (118.) ; Oresmeaus (1215) ; Oresmeals (1221) ; Oresmiaux (1269) ; Oresmaux (1301) ; Oresmels (1236) ; Oresmeaux (1215) ; Oresmeaulx (1510) ; Oresmieux (1529) ; Le Rameaux (1579) ; Ormeaux (1657) ; Les Romeaulx (1611) ; Orêmaux (1733) ; Ormaux (1761).
Toutes ces formes ne nous suggèrent autre chose que d'écarter l'étymologie proposée fréquemment et qui voit dans Oresmaux une allusion à des ormeaux, en picard des ormieux. Ernest Nègre y voit le latin aureos malos « cognassiers », mais le cognassier ne pousse pas dans cette région.

## Histoire
Avant la Révolution française, Oresmaux est le siège d'une seigneurie. En 1614, Louis le Sergeant II, seigneur de Beaurains en est le titulaire. Elle est détenue en 1764 par Henry-Gabriel de Béry, marquis d'Essertaux, seigneur d'Oresmaux, Jumelle, Treux, Villecourt, Villers-Saint-Paul. Il a épousé Anne Marie Claude De Berbier Du Metz.

## Politique et administration

### Rattachements administratifs et électoraux
La commune se trouve dans l'arrondissement d'Amiens du département de la Somme. Pour l'élection des députés, elle fait partie depuis 2012 de la quatrième circonscription de la Somme.
Elle faisait partie depuis 1801 du canton de Conty. Dans le cadre du redécoupage cantonal de 2014 en France, la commune est intégrée au canton d'Ailly-sur-Noye.

### Intercommunalité
La commune était membre de la communauté de communes du canton de Conty, créée par un arrêté préfectoral du 23 décembre 1996, et qui s'est substituée aux syndicats préexistants tels que le SIVOM et le SIVU de la coulée verte. Cette intercommunalité est renommée communauté de communes du Contynois en 2015, à la suite de la disparition du canton.
Dans le cadre des dispositions de la loi portant nouvelle organisation territoriale de la République du 7 août 2015, qui prévoit que les établissements publics de coopération intercommunale (EPCI) à fiscalité propre doivent avoir un minimum de 15 000 habitants, la préfète de la Somme propose en octobre 2015 un projet de nouveau schéma départemental de coopération intercommunale (SDCI) qui prévoit la réduction de 28 à 16 du nombre des intercommunalités à fiscalité propre du département.
Ce projet prévoit la « fusion des communautés de communes du Sud-Ouest Amiénois, du Contynois et de la région d'Oisemont », le nouvel ensemble de 37 412 habitants regroupant 120 communes,. À la suite de l'avis favorable de la commission départementale de coopération intercommunale en janvier 2016, la préfecture sollicite l'avis formel des conseils municipaux et communautaires concernés en vue de la mise en œuvre de la fusion.
La communauté de communes Somme Sud-Ouest, dont est désormais membre la commune, est ainsi créée au 1er janvier 2017.

### Liste des maires
| Période                                  | Période                   | Identité        | Étiquette | Qualité                          |
| ---------------------------------------- | ------------------------- | --------------- | --------- | -------------------------------- |
| Les données manquantes sont à compléter. |                           |                 |           |                                  |
| 1977                                     | 1983                      | Pierre François | DVG       |                                  |
| Les données manquantes sont à compléter. |                           |                 |           |                                  |
| mars 2001                                | En cours (au 27 mai 2020) | Michèle Péronne |           | Réélue pour le mandat 2020-2026, |

## Démographie
L'évolution du nombre d'habitants est connue à travers les recensements de la population effectués dans la commune depuis 1793. Pour les communes de moins de 10 000 habitants, une enquête de recensement portant sur toute la population est réalisée tous les cinq ans, les populations de référence des années intermédiaires étant quant à elles estimées par interpolation ou extrapolation. Pour la commune, le premier recensement exhaustif entrant dans le cadre du nouveau dispositif a été réalisé en 2006.

En 2022, la commune comptait 978 habitants, en évolution de +7,12 % par rapport à 2016 (Somme : −1,26 %, France hors Mayotte : +2,11 %).
| 1793  | 1800  | 1806  | 1821  | 1831  | 1836  | 1841  | 1846  | 1851  |
| ----- | ----- | ----- | ----- | ----- | ----- | ----- | ----- | ----- |
| 1 262 | 1 375 | 1 351 | 1 322 | 1 383 | 1 412 | 1 468 | 1 473 | 1 435 |

| 1856  | 1861  | 1866  | 1872  | 1876  | 1881  | 1886  | 1891  | 1896  |
| ----- | ----- | ----- | ----- | ----- | ----- | ----- | ----- | ----- |
| 1 408 | 1 394 | 1 375 | 1 355 | 1 328 | 1 240 | 1 196 | 1 123 | 1 069 |

| 1901  | 1906 | 1911 | 1921 | 1926 | 1931 | 1936 | 1946 | 1954 |
| ----- | ---- | ---- | ---- | ---- | ---- | ---- | ---- | ---- |
| 1 006 | 930  | 881  | 806  | 726  | 679  | 658  | 606  | 563  |

| 1962 | 1968 | 1975 | 1982 | 1990 | 1999 | 2006 | 2011 | 2016 |
| ---- | ---- | ---- | ---- | ---- | ---- | ---- | ---- | ---- |
| 593  | 647  | 634  | 638  | 723  | 759  | 820  | 838  | 913  |

| 2021 | 2022 | - | - | - | - | - | - | - |
| ---- | ---- | - | - | - | - | - | - | - |
| 960  | 978  | - | - | - | - | - | - | - |

## Culture locale et patrimoine

### Lieux et monuments
- Église Notre-Dame-de-l'Assomption.

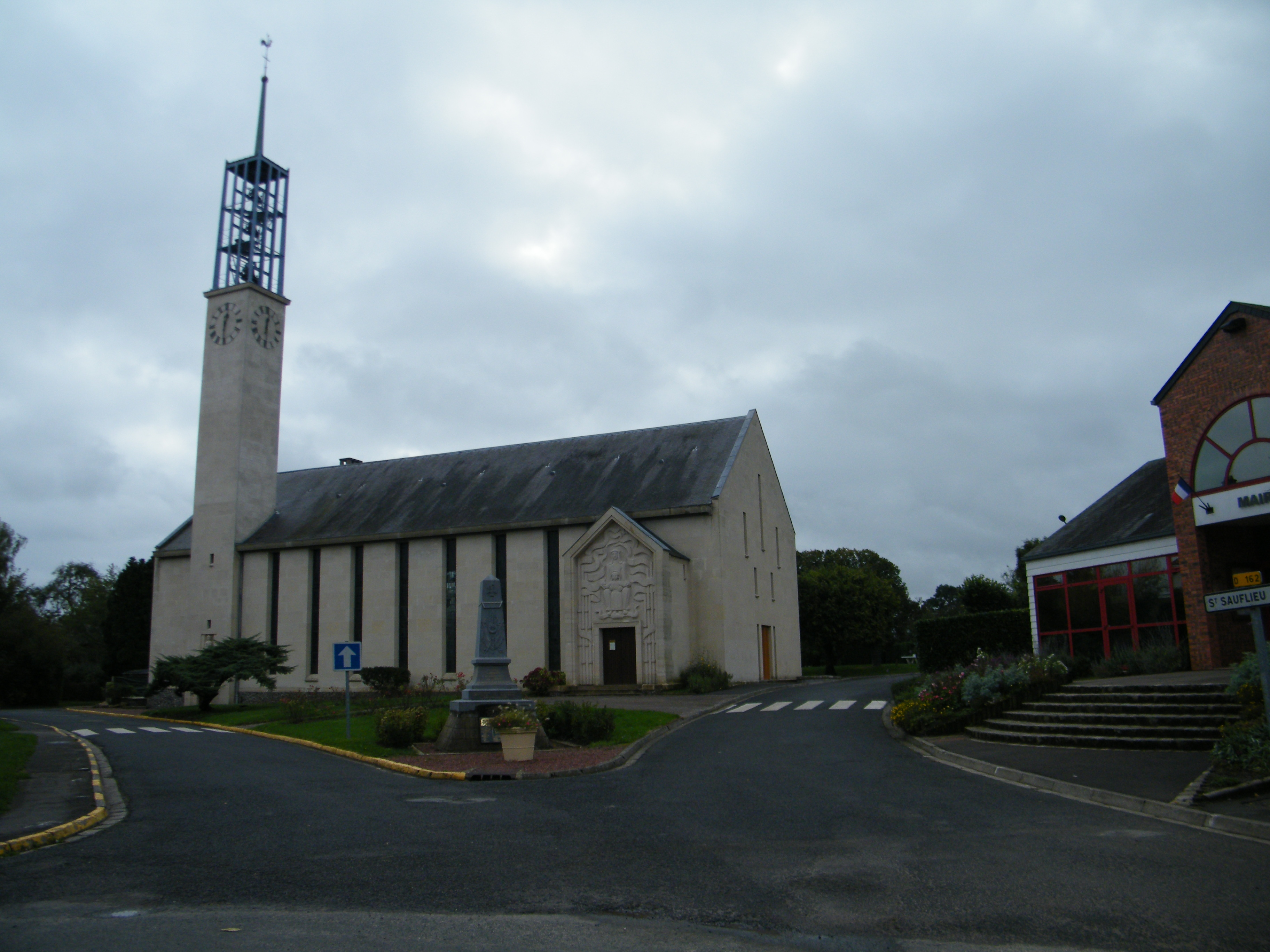
Notre-Dame.
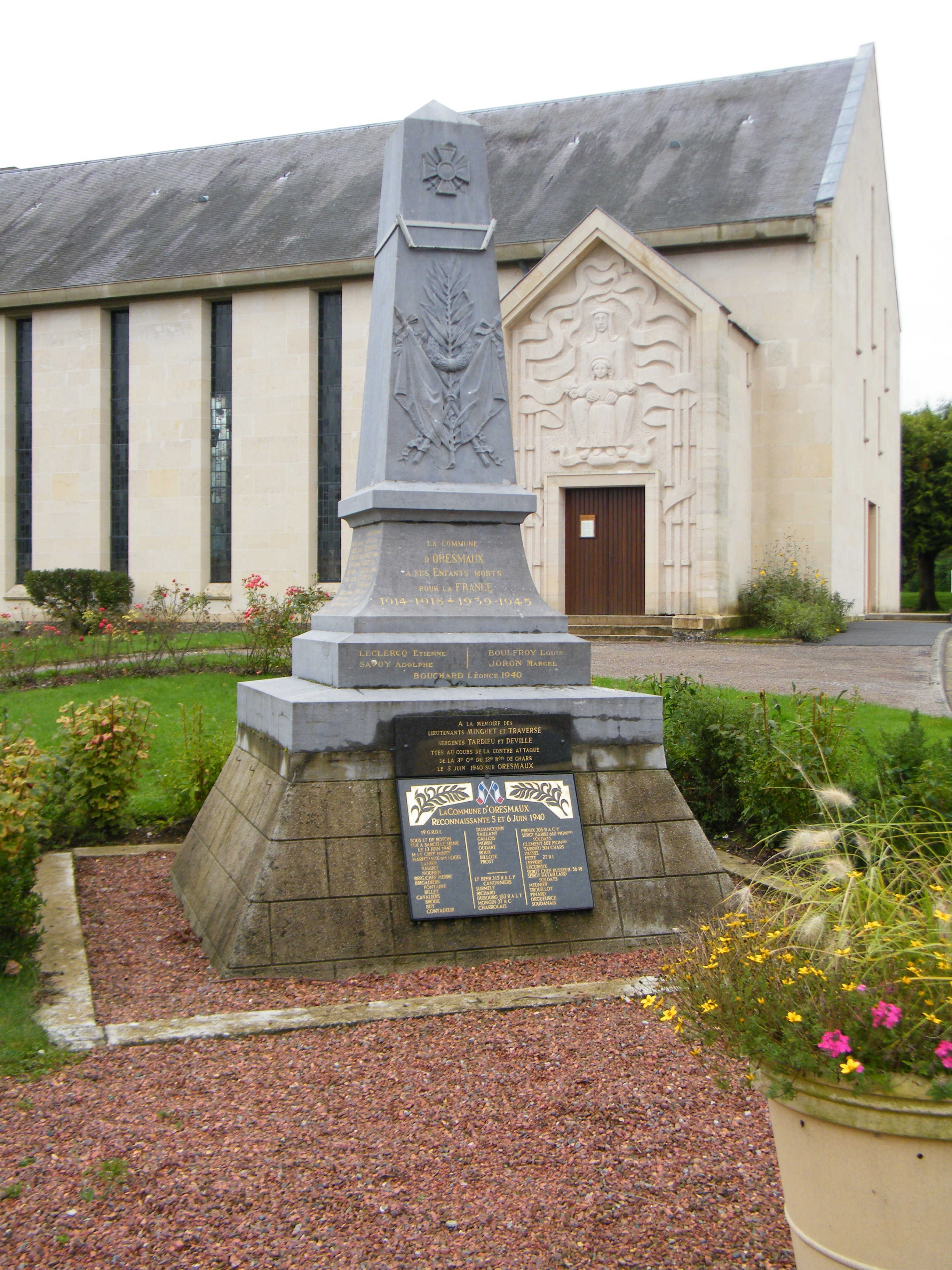
Monument aux morts.
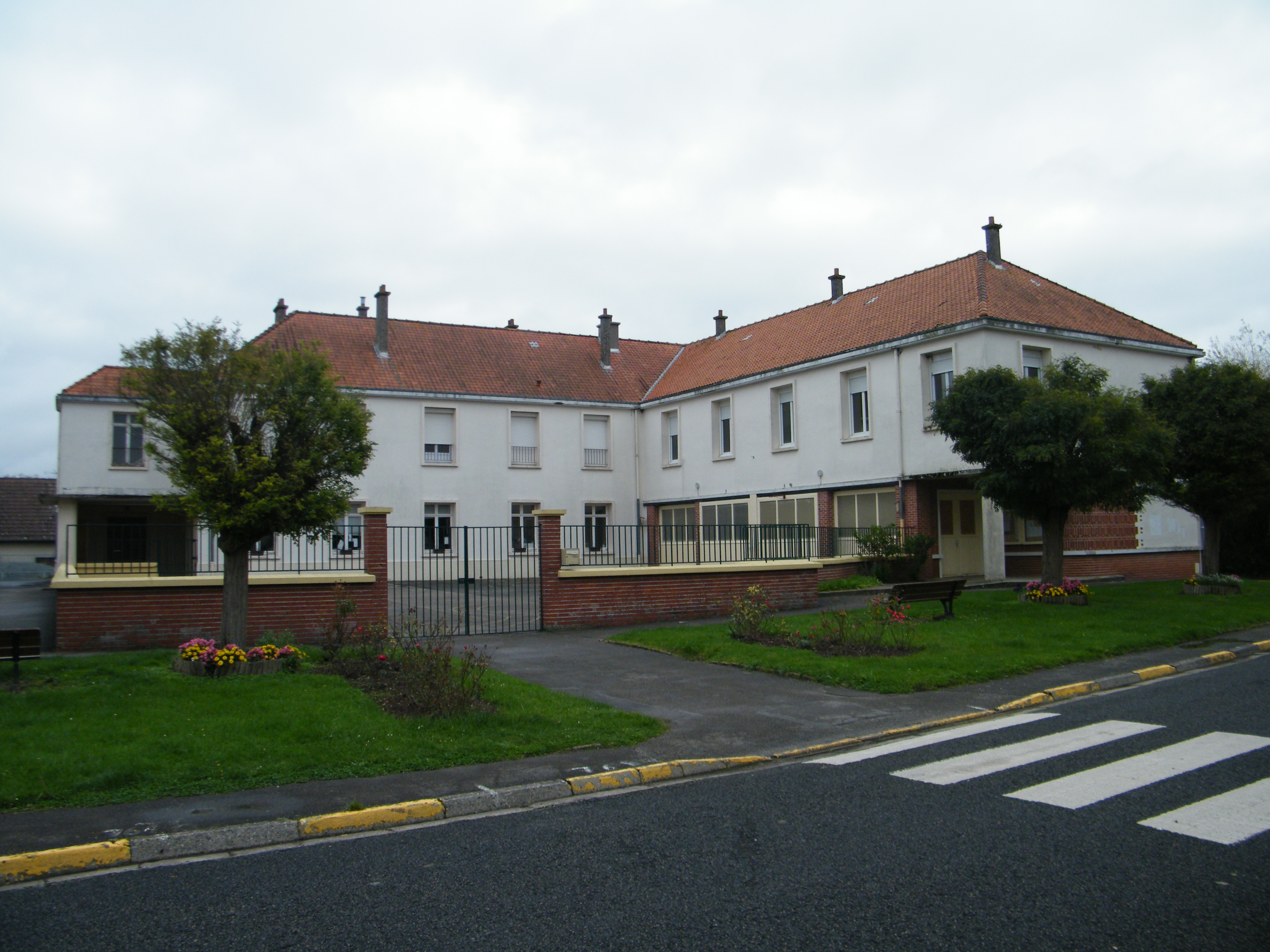
École.
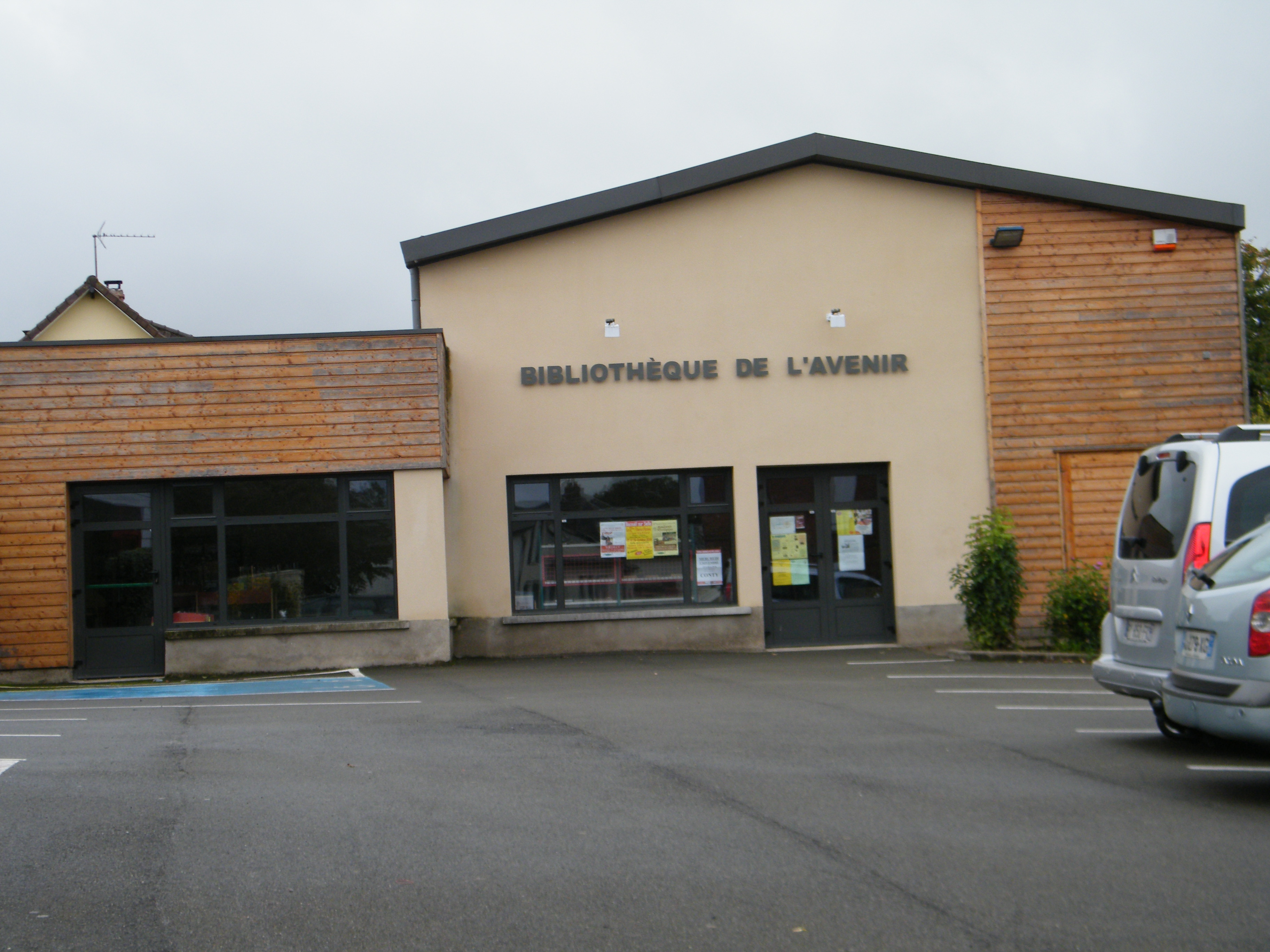
Bibliothèque.